# Радінформбюро
Радінформбюро́ (Радянське інформаційне бюро) (1941—1961) — інформаційно-пропагандистське відомство в СРСР, утворене при Наркоматі закордонних справ СРСР 24 червня 1941 року. У політико-ідеологічному відношенні воно було підпорядковане безпосередньо ЦК ВКП (б).
Основне завдання Бюро полягало у складанні зведень для радіо, газет і журналів про становище на фронтах, роботі тилу, про партизанський рух під час Німецько-радянської війни.
З 1942 року бюро очолював секретар ЦК ВКП(б) з пропаганди О. С. Щербаков.
У 1944 році у складі Радінформбюро було створено спеціальне бюро по пропаганді на зарубіжні країни. У повоєнний час інформація Бюро поширювалася через 1171 газету, 523 журналу і 18 радіостанцій в 23 країнах світу, радянські посольства за кордоном, товариства дружби, профспілкові, жіночі, молодіжні і наукові організації. Таким чином, Радінформбюро знайомило читачів і слухачів з боротьбою радянського народу проти фашизму, а також з основними напрямками внутрішньої і зовнішньої політики Радянського Союзу.
У 1961 році Радінформбюро було перетворено в Агентство Друку «Новини» (АПН).

## Персоналії
У масовій свідомості в СРСР Радінформбюро в роки Радянсько-німецької війни асоціювалося з диктором Всесоюзного радіо Ю. Б. Левітаном, всі повідомлення якого починалися з фрази: «Від Радянського інформбюро: …».
Свого часу в Радінформбюро працював радянський письменник та сценарист Олексій Нагорний.